# Пинакотека Брера
Пинакотека Брера (итал. Pinacoteca di Brera) је највећа галерија слика у Милану. Она има статус националне галерије Италије. Галерија дели истоимену палату са уметничком Академијом Брера, библиотеком и опсерваторијом. Површина галерије је 24000 квадратних метара.
У пинакотеки је изложена збирка историјског и модерног италијанског сликарства, са посебним акцентом на венецијанску и ломбардијску школу сликарства. Мањи део колекције представљају радови европских уметника, углавном фламанских сликара.

## Историја
Уметничку Академију Брера основала је Марија Терезија 1776. Језгро колекције слика у палати формирано је од олтарских слика које су ту доспеле када је Наполеон I Бонапарта распустио многе манастире и цркве. Најбоља дела су однета у Лувр у Паризу, а од преосталих настале су велике збирке у Милану, Венецији и Болоњи. После Бечког конгреса, сматрало се да уметничка дела треба вратити бившим власницима, али је Брера задржала већину, и још увећала колекцију новим поклонима. Године 1882. Академија и Пинакотека су се поделиле у две засебне институције.

## Галерија
- Ђовани Белини: Пијета (1465)
- Пјеро дела Франческа: Олтар Монтефелтро (1472–1474)
- Андреа Мантења: Мртви Христ (између 1470. и 1478)
- Рафаел: Венчање Богородице (1504)
- Тинторето: Налажење тела Светог Марка (1562–1566)
- Каравађо: Вечера у Емаусу (1606)
- Рубенс: Тајна вечера (1630-1631)
- Гвидо Кањачи: Клеопатрина смрт (око 1660)
- Каналето: Бачино ди Сан Марко (1730-1735)
- Амедео Модиљани: Дебело дете (1915)